# Gemmipass

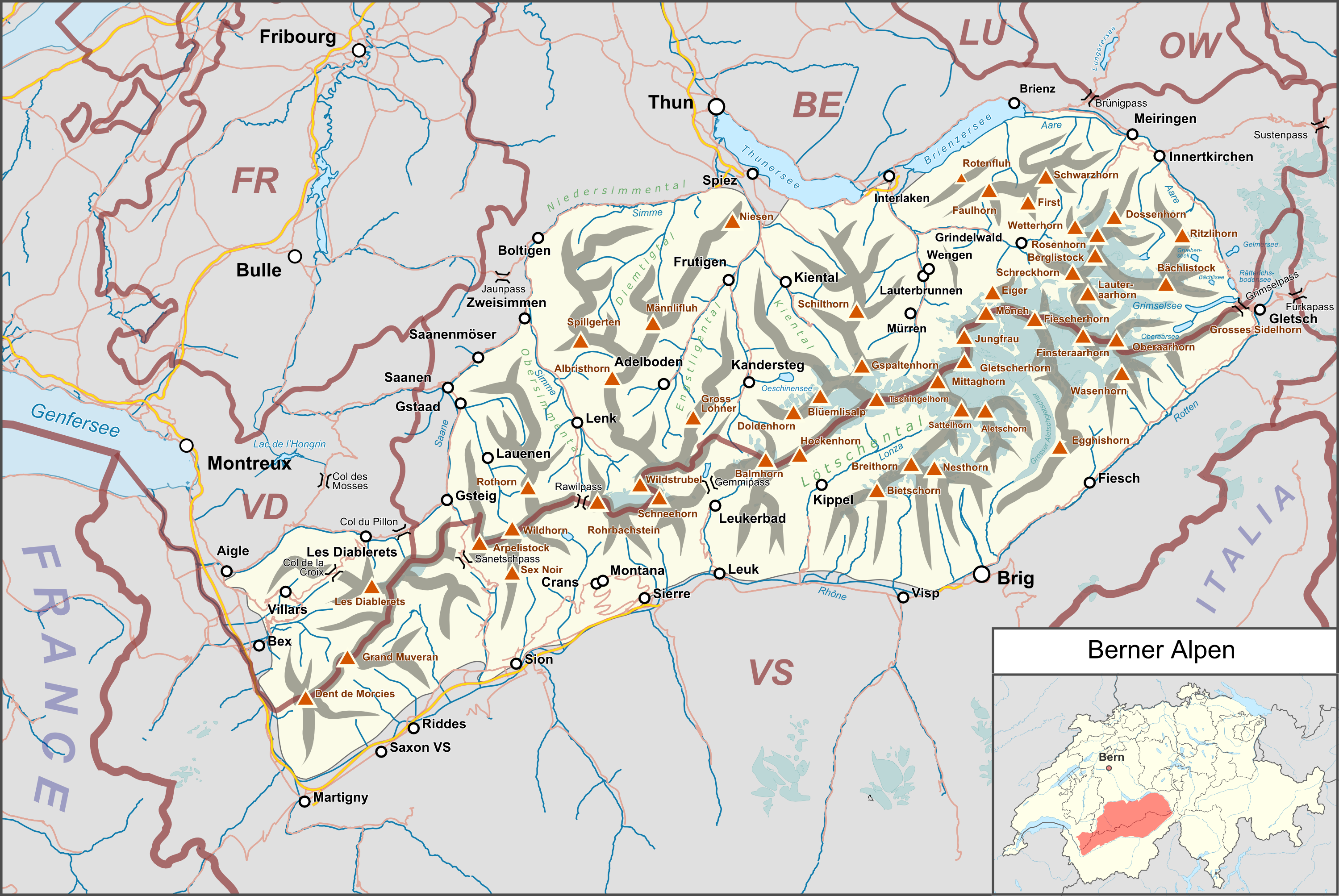
Faulhorn na mapie Alp Berneńskich (w centrum mapy)

Gemmi (fr. Col de la Gemmi, wł. Passo Gemmi, niem. Gemmipass) – przełęcz w Alpach Berneńskich na wysokości 2269 m n.p.m. Przełęcz ta łączy Kandersteg w kantonie Berno na północy z Leukerbad w kantonie Valais na południu. Przełęcz ta wciśnięta jest między Daubenhorn (2942 m) a Rinderhorn (3448 m). Nieco poniżej przełęczy, po północnej stronie grzbietu, znajduje się jezioro Daubensee (2207 m n.p.m.).
Przez przełęcz wiódł historyczny szlak z doliny Rodanu przez grzbiet Alp do Berna. W ciągu XIX w. stała się obowiązkowym punktem na trasie alpejskich pieszych wycieczek turystycznych. Stromy szlak z Leukerbad, wykuty w skalnych zerwach, pokonywano na mułach w towarzystwie miejscowych przewodników. W sierpniu 1834 r. podczas wielodniowej wycieczki alpejskiej w towarzystwie m.in. Teresy Wodzińskiej z dwoma córkami (Marią i Józefą) oraz trzema synami (Antonim, Feliksem i Kazimierzem) na przełęczy stanął Juliusz Słowacki. W liście do matki, Salomei Bécu, datowanym w Genewie 21-23 sierpnia tegoż roku, wspominał: Po dwóch dniach podróży stanęliśmy u stóp góry Ghemmi. Trzy godziny iść na nią trzeba na mułach – a tak jest stercząca, że nie do góry, ale do muru gładkiego podobna. Droga w zig-zag wykuta ciągle wisi nad przepaścią. Kto na tę górę nie wszedł, to stojąc u jej stóp wierzyć nie może, aby wejść można było.
Chociaż przez przełęcz nie prowadzi droga jezdna, to jest ona obecnie łatwo dostępna dzięki kolei linowej kursującej z Leukerbad. Górna stacja kolei znajduje się na poziomie 2344 m n.p.m., ok. 450 m na północny wschód od siodła przełęczy.

## Galeria

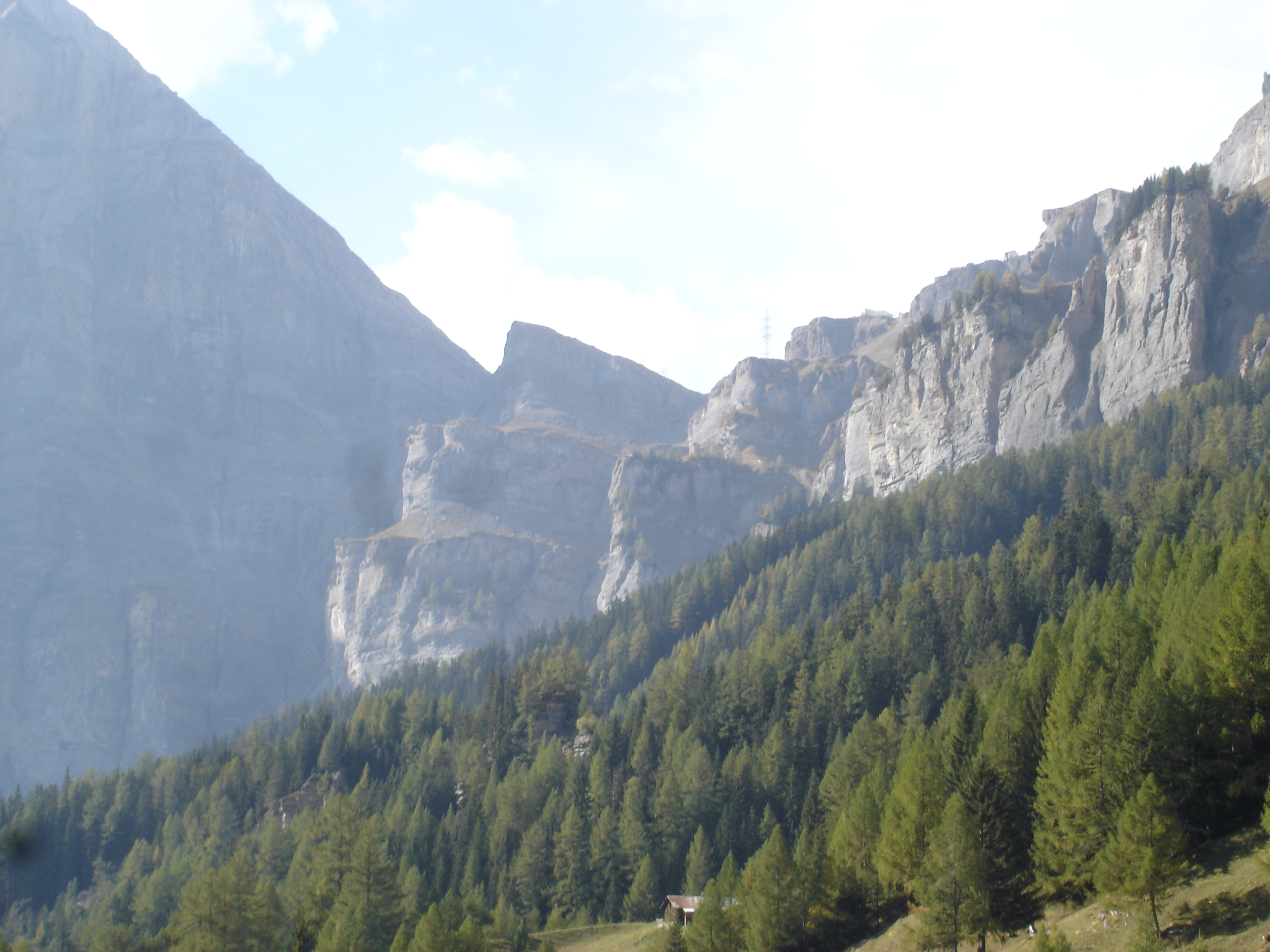
Przełęcz widziana z Leukerbad
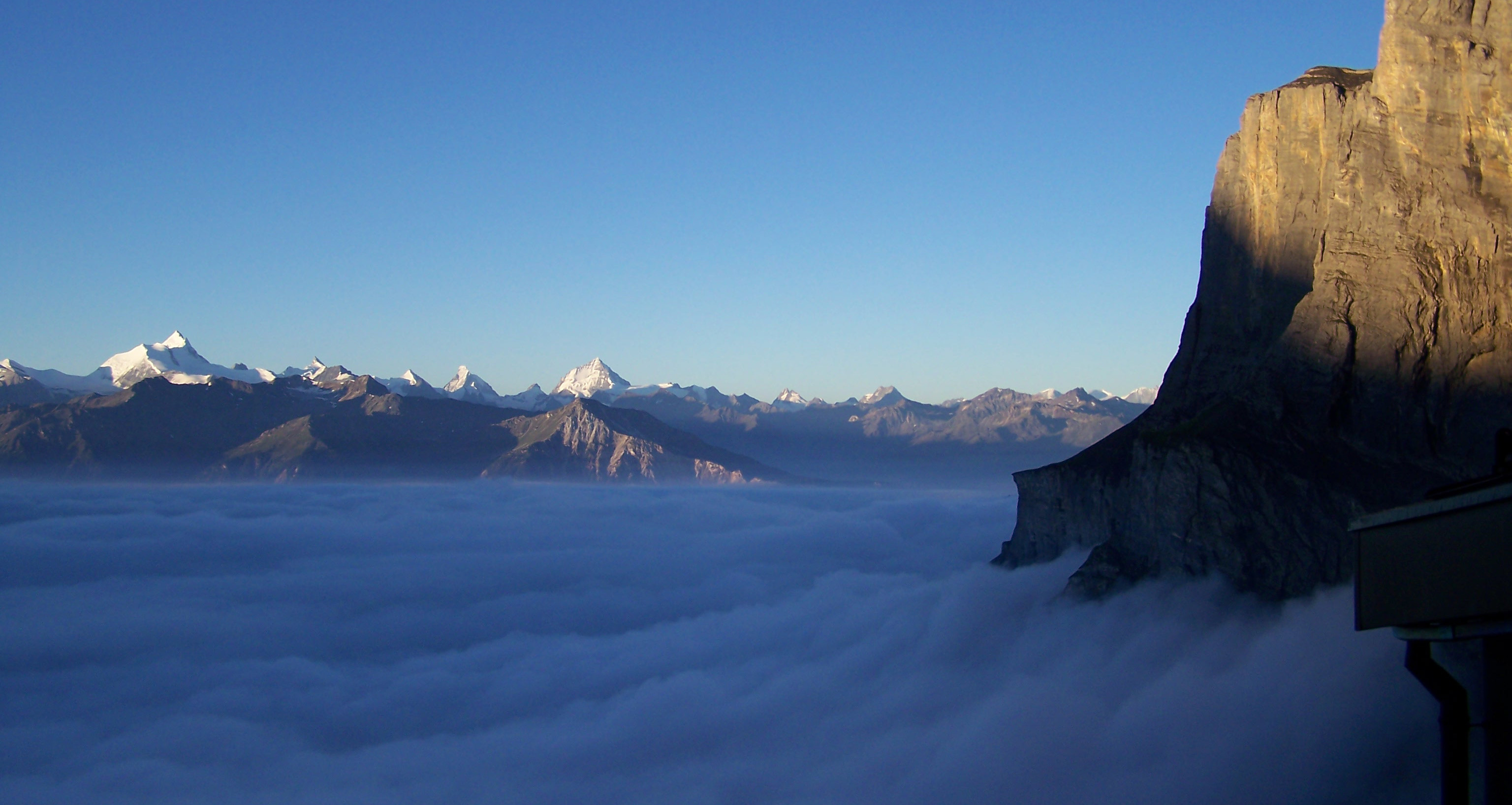
Widok z przełęczy w stronę Leukerbad
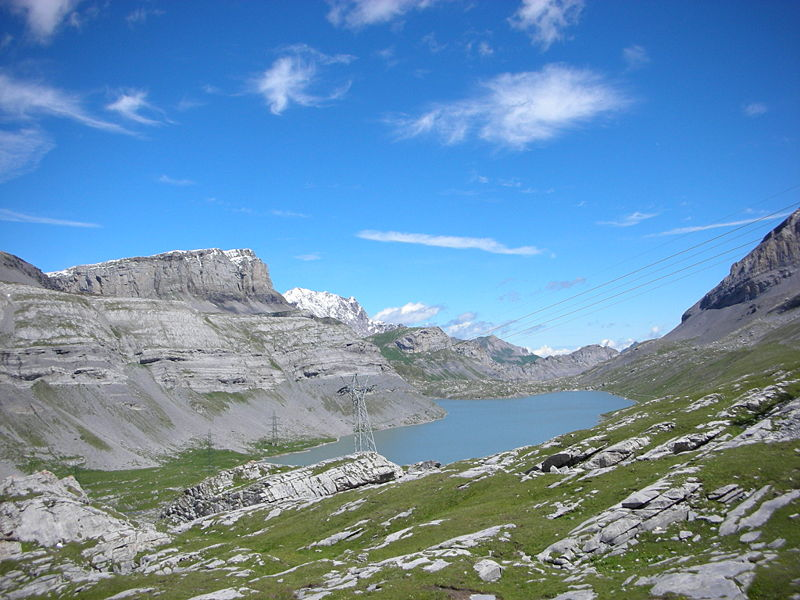
Jezioro Daubensee